# Dilşad Şimşek
Dilşad Şimşek (* 25. November 1980 in Norwegen) ist eine türkische Schauspielerin.

## Leben und Karriere
Dilşad Şimşek wurde am 25. November 1980 in Norwegen geboren. Nachdem sie 13 Jahre dort verbracht hatte, zog Şimşek mit ihrer Familie nach Istanbul. 2011 spielte sie in der Fernsehserie Gün Akşam Oldu die Hauptrolle. Von 2014 bis 2016 war sie in der Serie Kertenkele zu sehen.
Unter anderem wurde sie 2015 für den Film Her Şey Aşktan gecastet. Anschließend spielte Şimşek 2017 in dem Film Mutluluk Zamanı mit. Zwischen 2019 und 2021 bekam sie eine Rolle in Eşkıya Dünyaya Hükümdar Olmaz. 2022 trat sie in Darmaduman auf.

## Filmografie
Filme
- 2015: Her Şey Aşktan
- 2017: Mutluluk Zamanı
- 2018: Öldür Beni Sevgilim

Serien
- 2011: Gün Akşam Oldu
- 2012: Esir Şehrin Gözyaşları
- 2013–2014: Sana Bir Sır Vereceğim
- 2014–2016: Kertenkele
- 2019–2021: Eşkıya Dünyaya Hükümdar Olmaz
- 2022: Darmaduman